# Échelle de Tyr
L'Échelle de Tyr (araméen : Sûlama de Ṣôr), (grec : Ἡ κλίμαξ Τύρου), également connue sous le nom d'Échelle des Tyriens et de Promontoire de Tyr, est une entité géographique mentionnée dans les sources grecques et hébraïques, caractérisée par une chaîne montagneuse littorale, dont le point culminant est à 18,5 kilomètres au nord d'Acre dans le nord d'Israël. La chaîne s'étend au-delà de Tyr dans le sud du Liban. Le long de son littoral méditerranéen, l'Échelle de Tyr longe une zone d'environ 8 kilomètres de large dans sa plus grande largeur, et se distingue par des caps qui s'avancent vers l'ouest dans la mer à partir de la crête qui s'étend parallèlement à la ligne générale de la côte. Ces caps s'avancent de plus d'un kilomètre dans la mer et s'élèvent abruptement à une altitude moyenne de 76 mètres au-dessus du niveau de la mer. L'échelle de Tyr est mentionnée dans le Talmud de Babylone, dans le Talmud de Jérusalem, dans le premier Livre des Maccabées (11:59) et dans les écrits de Flavius Josèphe.

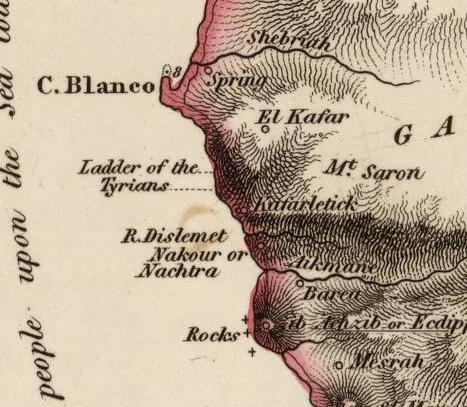
L'échelle de Tyr, représentée sur la carte d'Aaron Arrowmsmith de 1815, A Sketch of the Countries between Jerusalem and Aleppo.

Selon le Talmud de Babylone, les eaux de la région étaient autrefois connues pour le mollusque marin (Murex), récolté pour sa teinture bleue,. L'historien du 1er siècle Flavius Josèphe estime à 100 stades (environ 18,5 km) la distance entre le nord d'Acre et le point le plus élevé (massif) du promontoire connu sous le nom d'Échelle de Tyr. Ce haut lieu est aujourd'hui associé aux grottes de Rosh HaNikra (Scala Tyriorum), qui marquaient le passage sud vers la Phénicie proprement dite et formaient la frontière entre ce pays et le royaume d'Israël,,. Selon Flavius Josèphe, un endroit voisin était également connu pour son sable fin et cristallin utilisé dans la fabrication du verre.
Adolf Neubauer et Henry Baker Tristram pensaient que l'échelle de Tyr devait être identifiée au cap Blanc (Ras el-Abyad), à environ 9,6 kilomètres au nord de Rās en-Nakūrah et appartenant à la même chaîne de montagnes,. Selon le géographe historique Joseph Schwarz, là où la chaîne du mont Amana se termine aux falaises rocheuses de Rās en-Nakūrah, « sur ce rocher se trouve une montée étroite, en forme de marches, par laquelle son sommet peut être atteint ; c'est pourquoi on l'appelle dans le Talmud l'Échelle de Tyr. » Claude Reignier Conder était du même avis, que le promontoire de Nakūrah était le même que l'ancienne Échelle de Tyr. Le géographe historique Isaac Goldhor place l'Échelle de Tyr à une distance de 3 milles bibliques d'Achziv.

## Galerie d'images

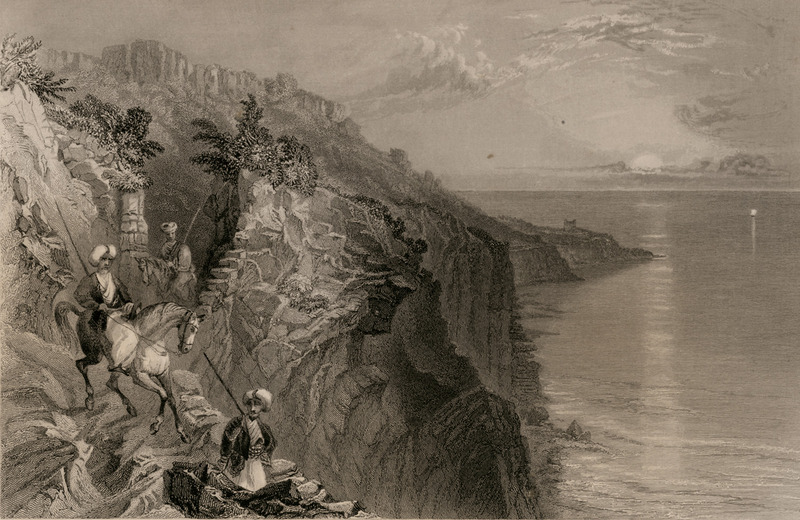
1836
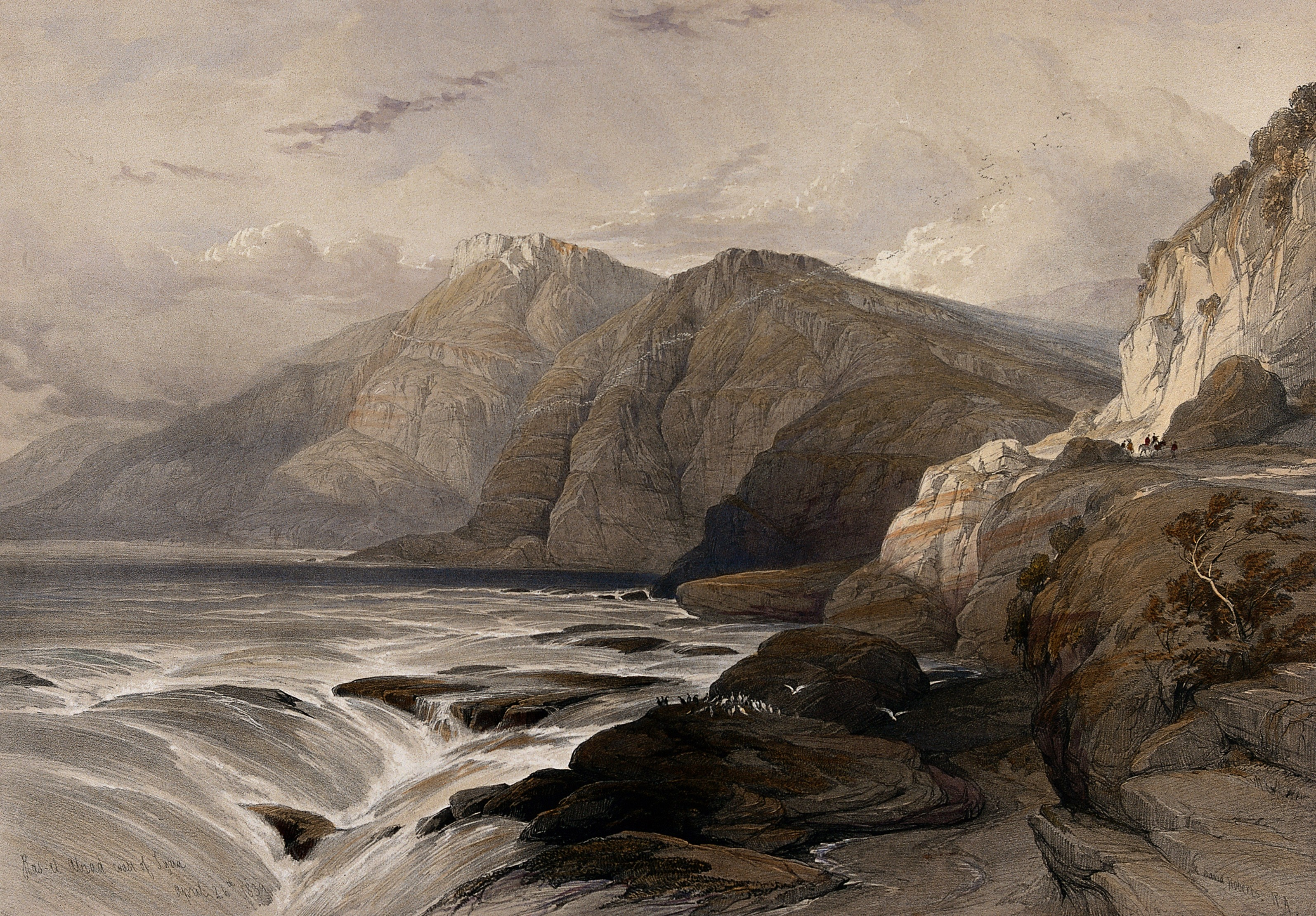
1839
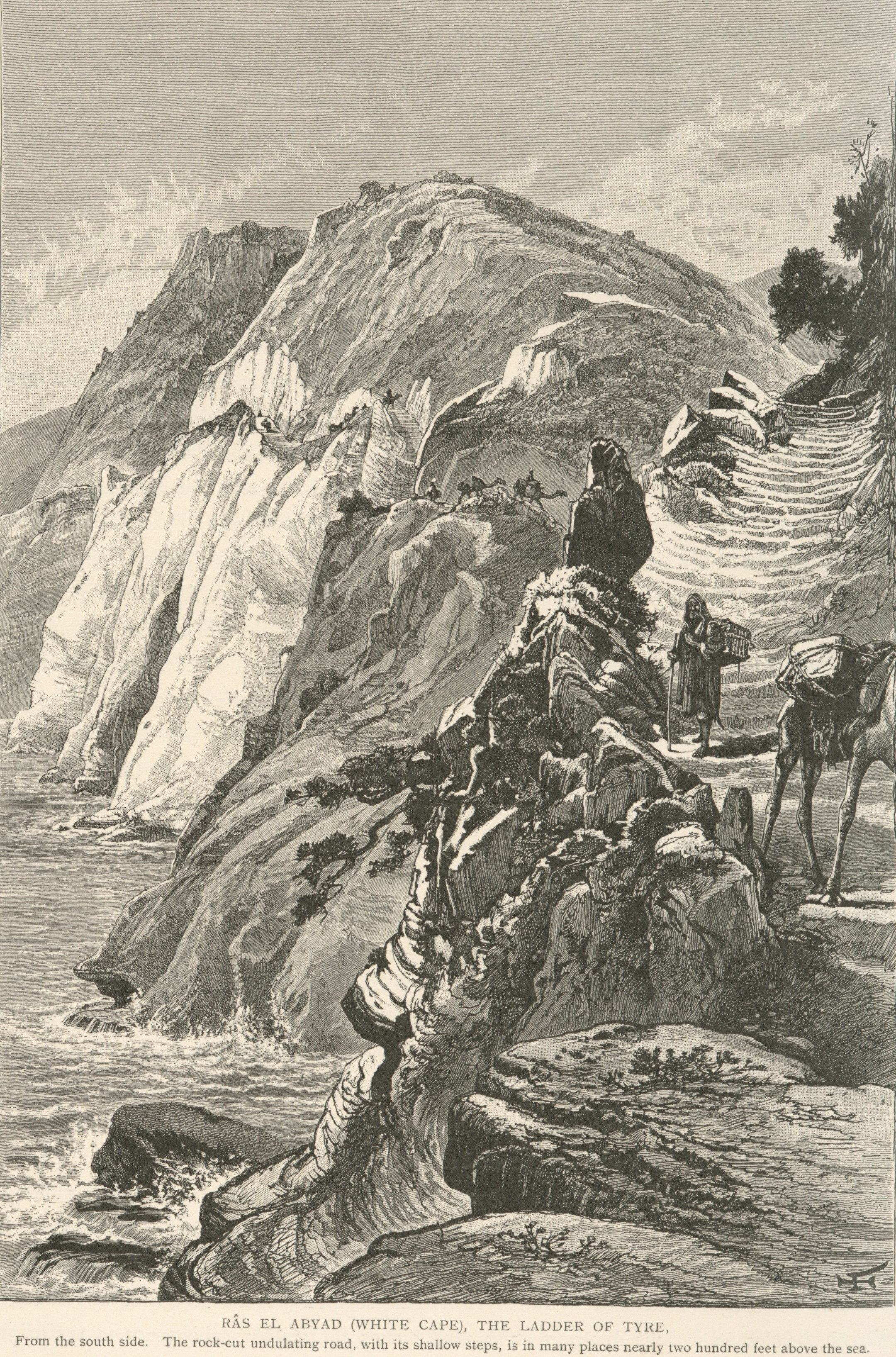
1881
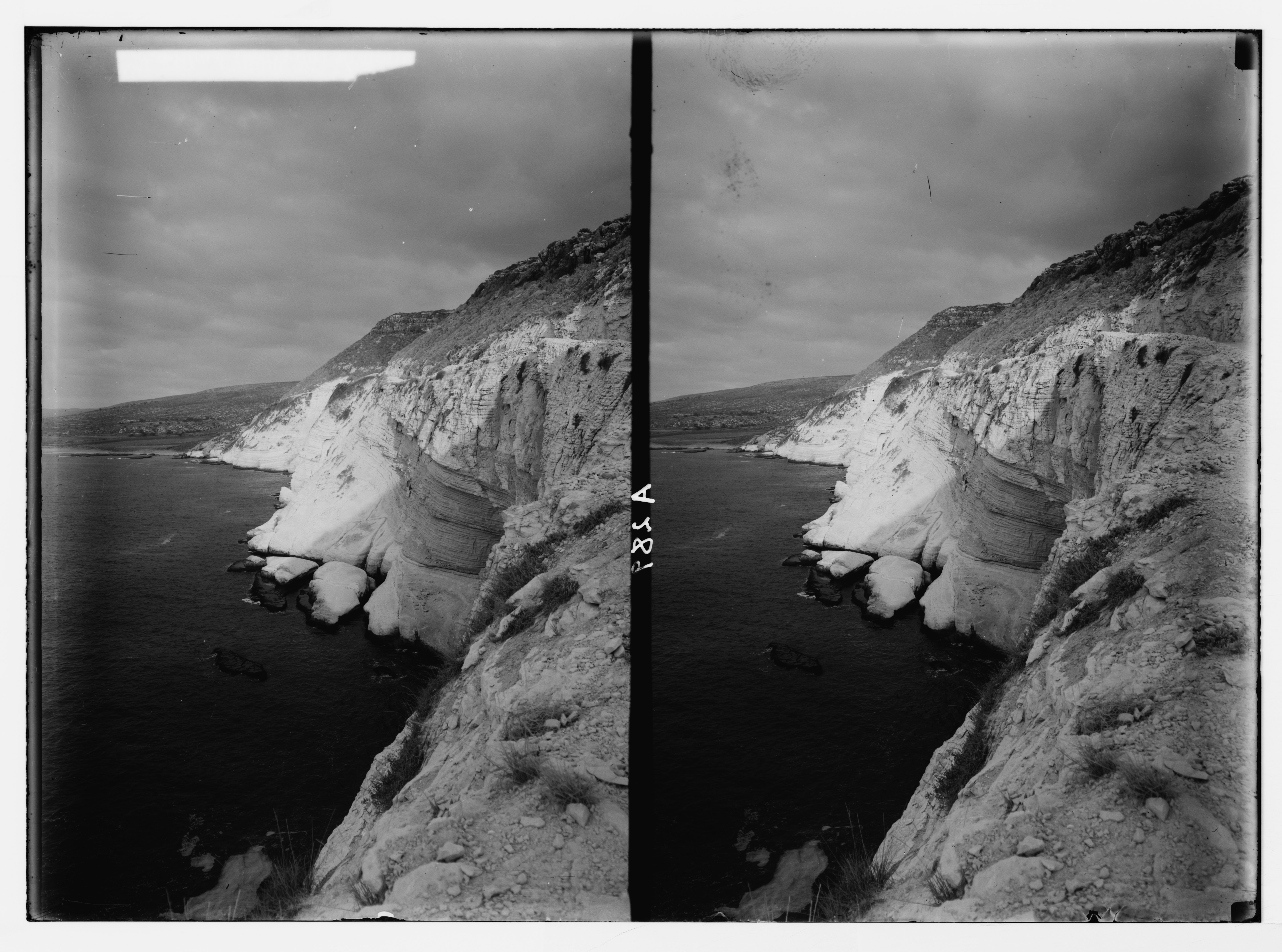
1900
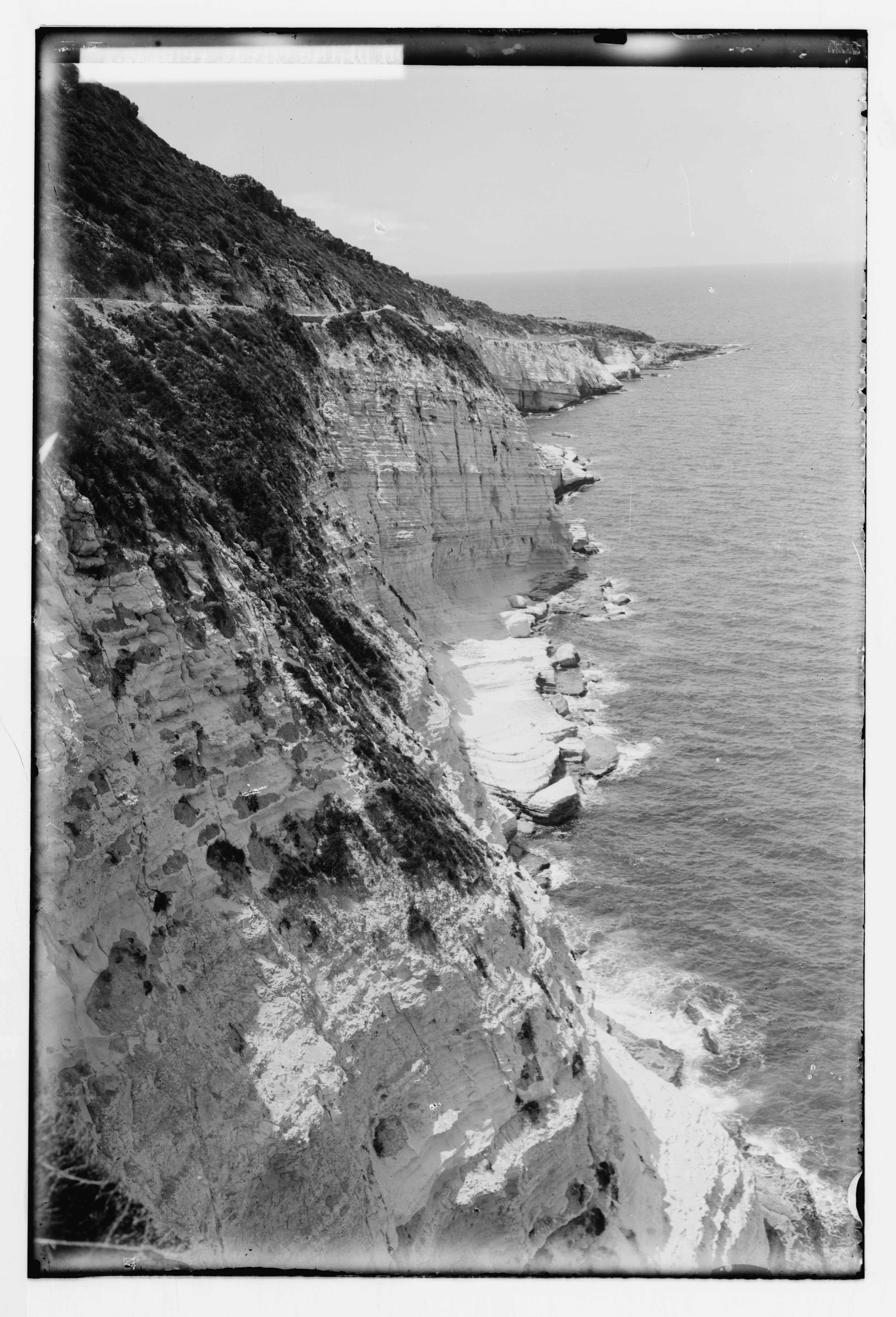
1900
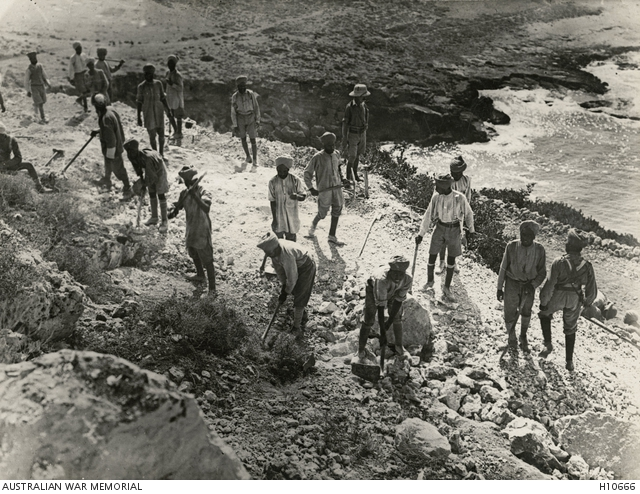
1918
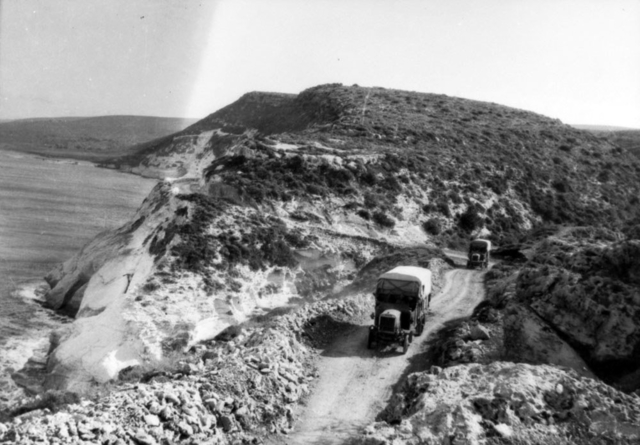
1918
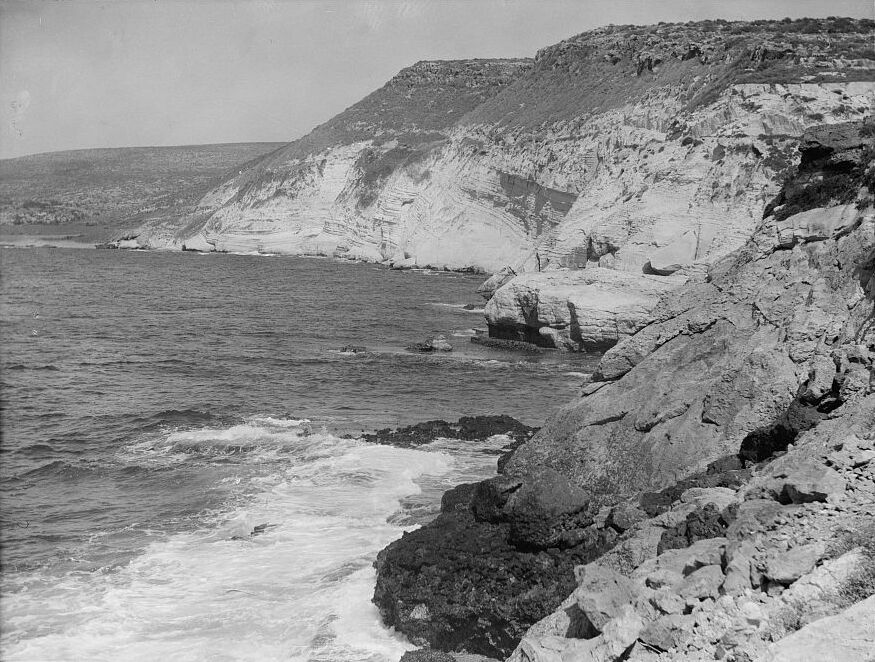
1920